# Wereldkampioenschappen schaatsen afstanden 2024 - Teamsprint vrouwen
De teamsprint vrouwen op de wereldkampioenschappen schaatsen afstanden 2024 werd gereden op donderdag 15 februari 2024 in de Olympic Oval in Calgary, Canada. 
Titelverdediger Canada en zilveren ploeg Verenigde Staten, herhaalden hun prestatie van vorig jaar. Polen werd dit keer derde.
De Nederlandse ploeg vertoonde geen cohesie en werd vierde. Bondscoach Rintje Ritsma wilde Femke Kok inzetten als slotrijdster, maar zij bedankte voor die eer. Ze wilde graag starten of de volle ronde op snelheid rijden, maar liever niet finishen op de dag voor haar belangrijkste 500 meter van het jaar. Net als op de Europese kampioenschappen gingen de sprinters te hard van start en mocht slotrijdster Antoinette Rijpma-de Jong de hele wedstrijd alleen rijden.

## Uitslag
| #      | Land             | Schaatsers                                               | Tijd    | Verschil |
| ------ | ---------------- | -------------------------------------------------------- | ------- | -------- |
| Goud   | Canada           | Carolina Hiller Maddison Pearman Ivanie Blondin          | 1.25,14 | -        |
| Zilver | Verenigde Staten | Sarah Warren Erin Jackson Brittany Bowe                  | 1.26,04 | + 0,90   |
| Brons  | Polen            | Andżelika Wójcik Iga Wojtasik Karolina Bosiek            | 1.26,63 | + 1,49   |
| 4      | Nederland        | Marrit Fledderus Jutta Leerdam Antoinette Rijpma-de Jong | 1.26,86 | + 1,72   |
| 5      | Kazachstan       | Inessa Sjoemekova Alina Dauranova Jekaterina Ajdova      | 1.27,23 | + 2,09   |
| 6      | Duitsland        | Josephine Heimerl Lea-Sophie Scholz Michelle Uhrig       | 1.29,30 | + 4,16   |
| 7      | Zuid-Korea       | Lee Na-hyun Kim Min-ji Kang Soo-min                      | 1.29,77 | + 4,63   |
| 8      | China            | Pei Chong Tian Ruining Jin Wenjing                       | 1.30,34 | + 5,20   |

## IJs- en klimaatcondities
|                  | Start  | Eind   |
| ---------------- | ------ | ------ |
| Tijd             | 15:27  | 15:38  |
| Luchttemperatuur | 17,9°C | 17,9°C |
| IJstemperatuur   | -8,1°C | -8,1°C |
| Luchtvochtigheid | 33,0%  | 33,0%  |

2019 · 
2020 · 
2021 · 
2022 · 
2023 · 
2024 · 
2025